# 中村征宏
中村 征宏（なかむら ゆきひろ、1942年1月1日 - ）は、日本の書体デザイナー。

## 経歴
三重県出身。中学校卒業後の1957年、四日市市の看板店に弟子入りして、業務用トラックや、店舗のガラス戸などへの文字入れ作業の補助を通じて職人からレタリングを学び、3年間の修行後、愛知県に移り、「山光堂」「アイチスタジオ」など看板装飾会社のべ3社および、印刷会社「文方社」に勤務。「アイチスタジオ」はテレビ番組のセット設営を手掛ける会社で、中村はテレビ局への出入りを通じてテロップ素材の字幕製作に興味を持ち、名古屋テレビ放送のテレビ局タイトル部に入り、字幕用テロップカードの手書き作業に従事した。ここで書体づくりの面白さに目覚めたという。
2年後独立してフリーランスのテロップ製作者となり、テレビ番組用素材のほか、映画館上映用の静止画広告も手掛けた。その後、名古屋のデザイン仕上げ会社「アドスタジオ」に入社し、印刷広告の版下製作に従事。このときに写真植字と出会い、「写研タイポス」を手掛けた「グループ・タイポ」(伊藤勝一、桑山弥三郎、長田克己、林隆男) の影響を強く受ける。
1970年1月、写研主催の「石井賞創作タイプフェイス・コンテスト」第1回開催を知り、のちの「ナール」の原型となる書体176字を応募し、1位に入選。これを機に、同年4月に自身の事務所「中村書体室」を設立し、ナールの本制作を皮切りに、写真植字書体制作に専念する。
同年から2001年にかけて、「ゴナ」「ナカミンダ」など、同社の写真植字向け書体の原字デザインを、フォントファミリーを含め十数種制作（後述）。制作した文字の合計数は13万を超える。出版・掲示物デザインの主流が写真植字から電算写植、やがてDTPに切り替わって以降も、デジタルフォントの制作に携わる。
2003年、日本タイポグラフィ協会主催の第2回佐藤敬之輔賞（個人部門）を受賞した。

## 制作した書体
- ナール
- ゴナ
- ナカフリー
- ファン蘭
- ナミン
- ナカごしゃれ
- ナカミンダ
- ナーカン
- ハイパースクエアU

## 著書
- 新技法シリーズ 36 文字をつくる（美術出版社 1977年）